# Dojlidy-Kolonia
Dojlidy-Kolonia – dawna wieś w Polsce położona w województwie podlaskim, w powiecie białostockim, w gminie Zabłudów. 1 stycznia 2006 przyłączona do miasta Białystok. Na mocy uchwały nr LXII/787/06 Rady Miejskiej z 25 października 2006 roku, wraz z miejscowościami Dojlidy Górne, Zagórki oraz Kolonia Halickie, utworzyły osiedle Dojlidy Górne, jednostkę pomocniczą podziału administracyjnego miasta.
W latach 1975–1998 miejscowość administracyjnie należała do województwa białostockiego.